# Jan Elias Kikkert
Jan Elias Kikkert (Amsterdam, 24 juni 1843 - Leiden, 11 april 1925) is een Nederlandse lithograaf en kunstschilder die veel straatbeelden schilderde in de stad Leiden en omgeving. 

## Biografie
Jan Elias Kikkert werd geboren op 24 juni 1843 in Amsterdam als zoon van de ongehuwde Sophia Kikkert. Zijn grootvader Pieter Kikkert (1775-1855) was een bekend tekenaar en tekenmeester (Leermeester in de teekenkunde zoals dat toen aangeduid werd) te Leiden en woonde later te Schiedam. Van zijn hand is ook de Proeve van ets-kundige uitspanningen, of Verzameling van plaatjens [...] met bijgevoegde verhandelingen, de teken- en ets-kunde betreffende, waarin verschillende Leidse straattypen (personen) zijn afgebeeld.
Jan Elias Kikkert toonde al jong aanleg voor tekenen en na verhuisd te zijn naar Leiden kreeg hij daar onder meer les aan de Avondtekenschool van het genootschap Mathesis Scientiarum Genitrix. Op 17-jarige leeftijd kwam hij als leerling voor korte tijd in dienst bij Gerardus Johannes Bos, lithograaf en kunstschilder te Leiden. Vanaf 1860 tot 1869 werkte hij vervolgens op de tekenkamer van de zilverfabriek Koninklijke Van Kempen & Begeer te Voorschoten. Daarna trad hij weer in dienst bij Bos, waar hij belast werd met het tekenen van bijwerk en de bewerking van de lithografische kleurstenen. Na het overlijden van Bos in 1898 werkte Kikkert voor zichzelf en voor de Boek- en steendrukkerij P.W.M. Trap aan de Papengracht 30 te Leiden. 
Hij trouwde met Johanna Margaretha Bol op 20 mei 1867. Ze betrokken een woning aan de Zoeterwoudsesingel en kregen twee kinderen. Tekenen en schilderen waren Kikkert's grootste vrijetijdsbesteding. Vaak ging hij de straat op en legde Leiden en omgeving vast in tekeningen en aquarellen (vanwege zijn bijgevoegde aantekeningen zouden die bovendien interessant zijn voor geschiedkundigen.). Zijn tekeningen en schilderijen geven overigens niet altijd de gehele werkelijkheid weer: kenmerken van de 'moderne wereld', zoals fabrieksschoorstenen of spoorwegen komen niet of nauwelijks voor in zijn werk. Hij was wat dat betreft een 'romantische' schilder die vooral op zoek was naar de 'stemming in de natuur'. Om te kunnen modeltekenen werd hij ook lid van Ars Aemula Naturae, waar hij opviel door zijn 'humoristische en luchtige' gedrag. Hij was daar 'Commissaris van Orde der Teekenavonden' van oktober 1875 tot september 1878. 
Door een verlamming van zijn rechterhand waren tekenen en schilderen tijdens zijn laatste levensjaren voor hem vrijwel niet meer mogelijk. Begin 1925 raakte hij geheel hulpbehoevend en bedlegerig. Na een lijden van zeven weken overleed hij op 11 april 1925 op 81-jarige leeftijd.

## Galerij
Het Regionaal Archief Leiden beschikt over een collectie van 845 tekeningen en aquarellen van Kikkert. Ook Museum De Lakenhal bezit enkele van zijn werken. Hier enkele voorbeelden van zijn werk. 

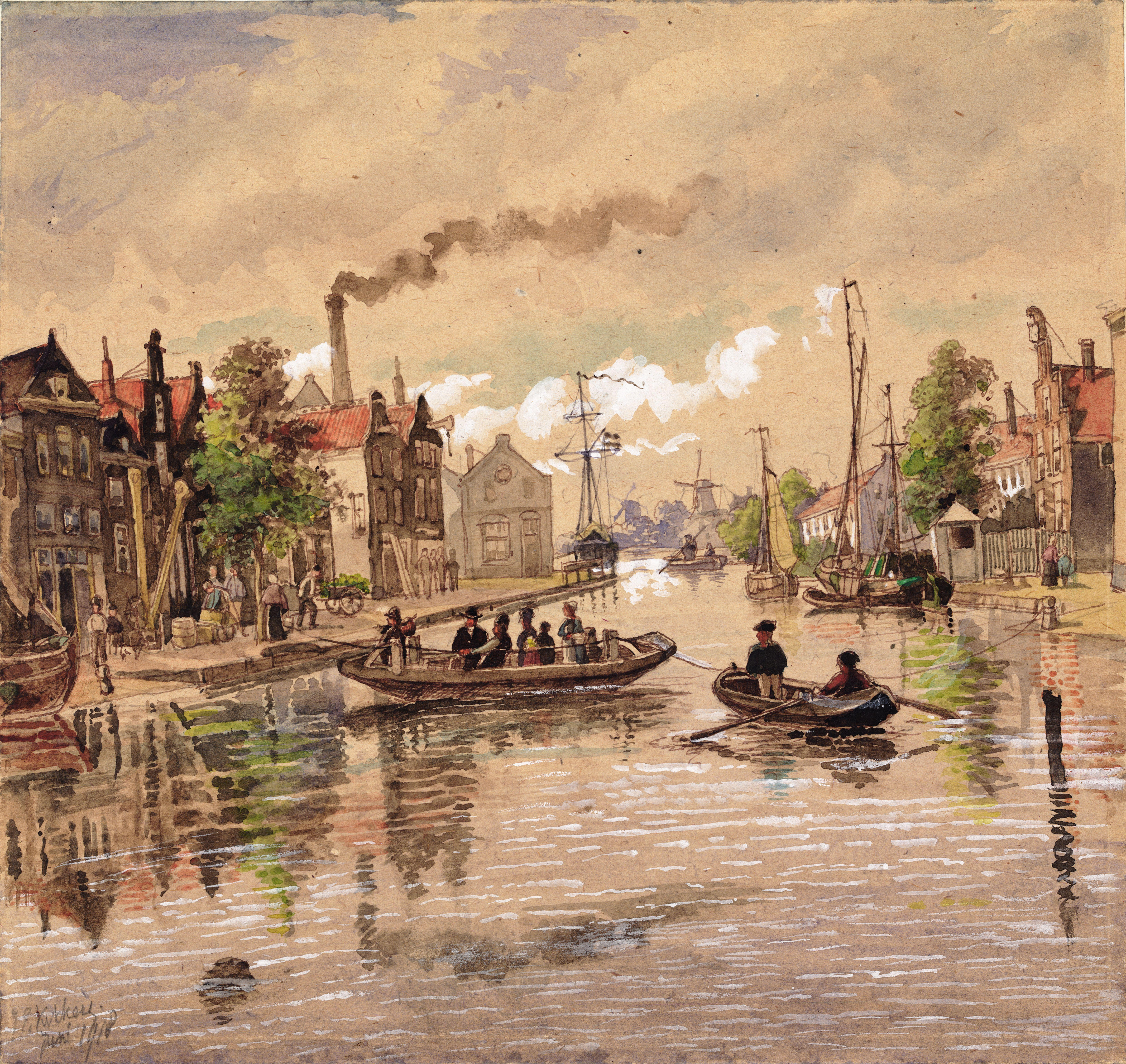
Het Galgewater met pontveer rond 1916
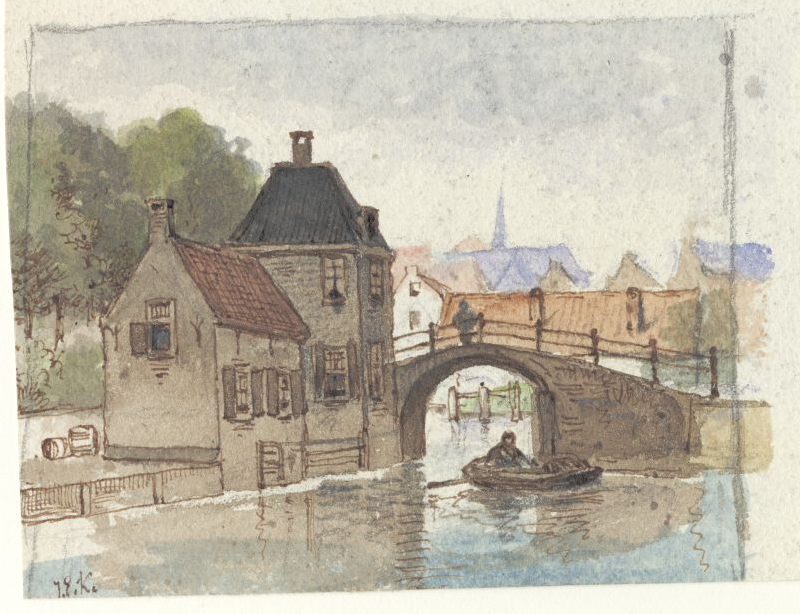
De Neksluisbrug
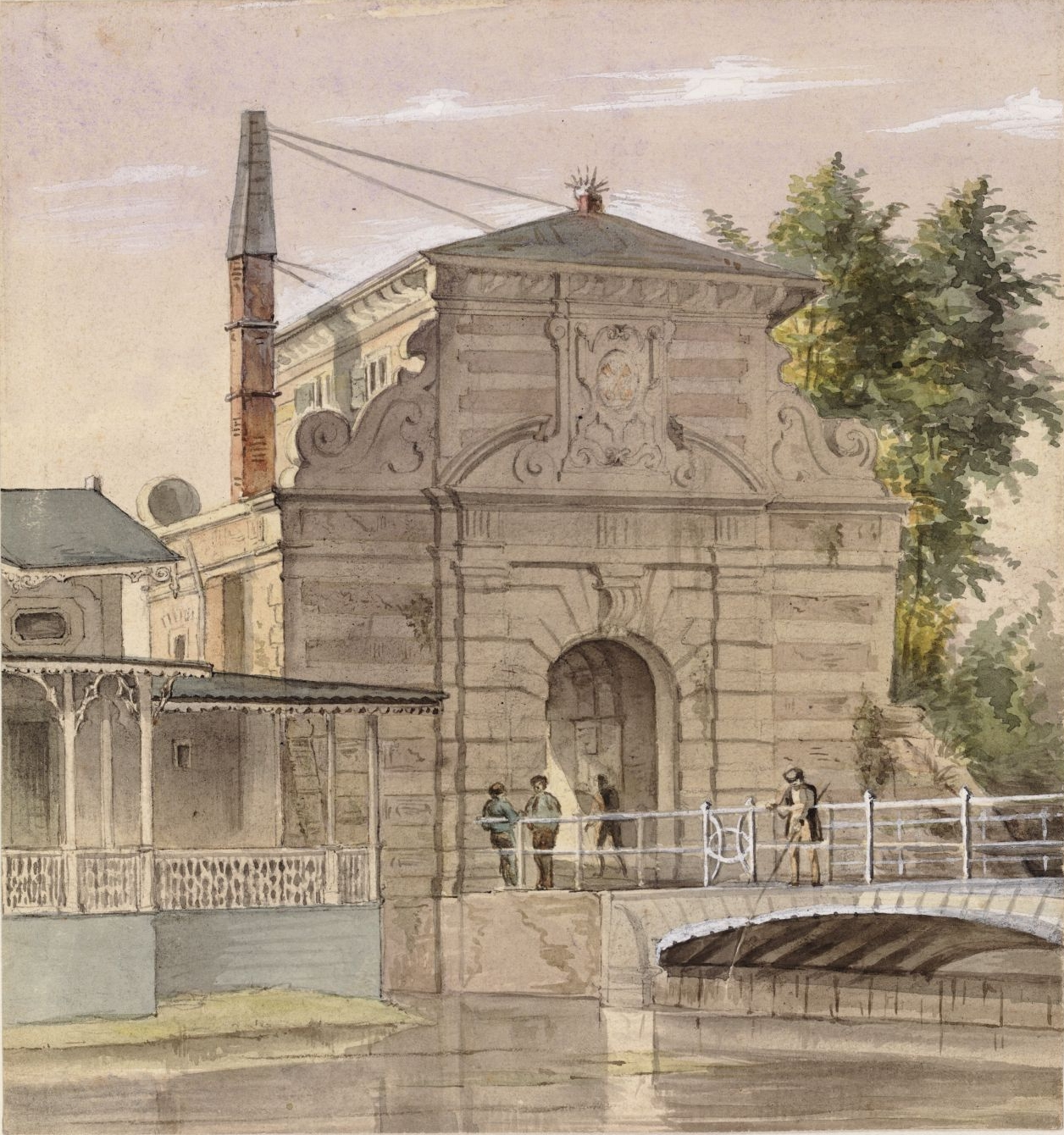
De Rijnsburgerpoort
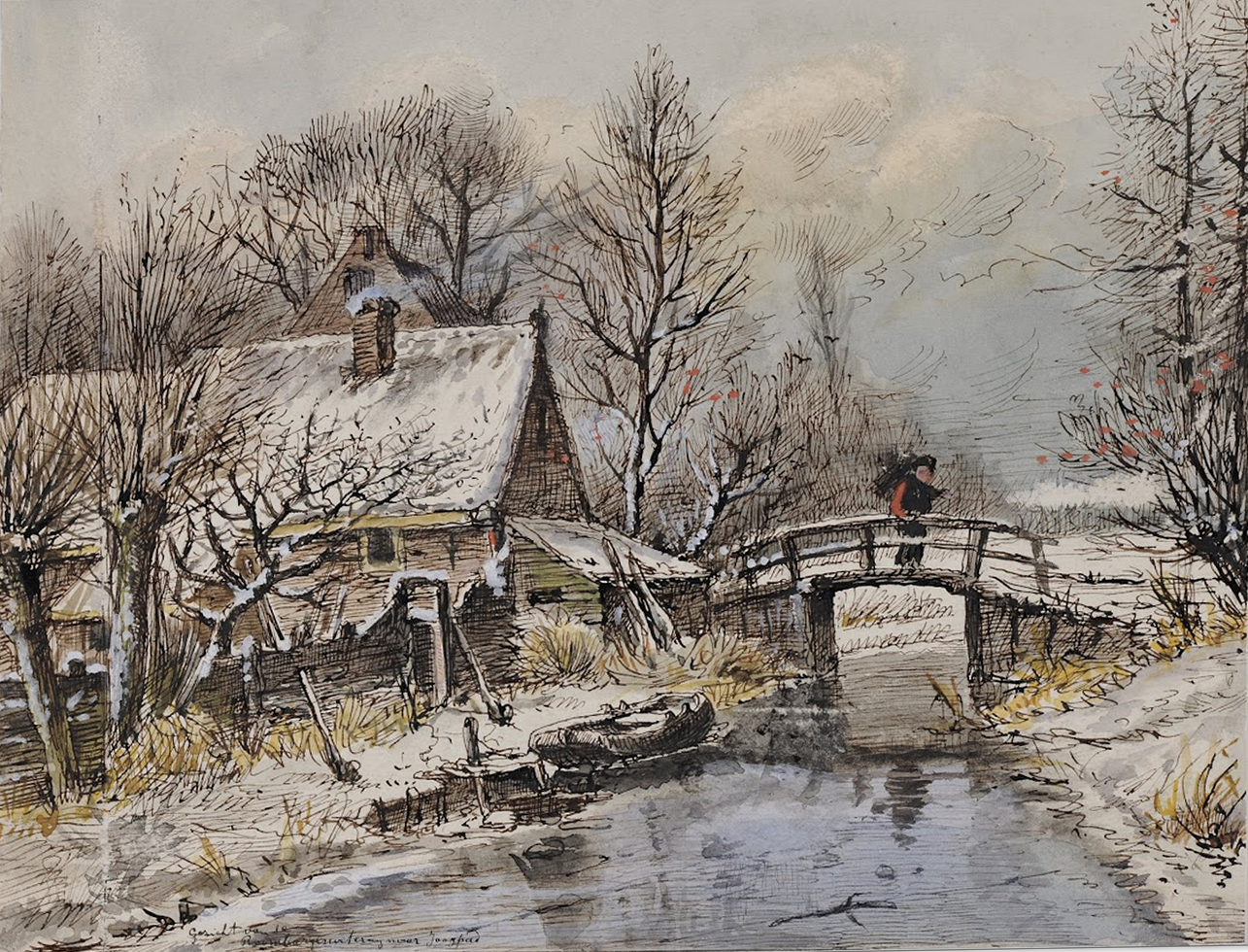
Gezicht op het Utrechtse Jaagpad vanaf de Roomburgerwetering circa 1880